# Ницани, Яаков
Яков Ницани (ивр. יעקב ניצני‎, при рождении Чечик; 6 декабря 1900 года, Пловдив, Османская империя — 15 сентября 1962 года, Израиль) — израильский политик, депутат кнессета (2, 3 созывы) от партии МАПАЙ.

## Биография
Яаков Чечик родился 6 декабря 1900 года в Пловдиве (тогда Османская империя, ныне Болгария), в сефардской еврейской семье Шломо и Сары Чечик. Окончил среднюю школу в Пловдиве, затем изучал юриспруденцию в Софийском университете.
Получил педагогическое образование по преподаванию иврита, и в 1920-1925 годах работал учителем. Живя в Болгарии, Чечик участвовал в становлении местных отделений сионистских рабочих организаций «ха-Шомер ха-Цаир» и «Поалей Цион».
Впервые посетив Палестину в 1933 году, уже через два года Ницани стал её постоянным жителем, поселившись в мошаве Бейт-Ханан. Работал секретарем отдела по делам восточных евреев при исполнительном комитете Гистадрута. В августе 1939 года стал делегатом сионистского конгресса в Женеве.
Яаков Ницани был членом партии МАПАЙ и входил в её центральный комитет. Ницани был одним из участником сионистского конгресса в Иерусалиме (1951 год). В том же году Ницани был среди основателей Всемирной федерации сефардских общин.
8 декабря 1952 года стал депутатом кнессета, получив мандат избранного президентом Ицхака Бен-Цви. Работал в комиссии по экономике и комиссии по услугам населению. После выборов в кнессет 3-го созыва он не получил места в парламенте, однако после отставки Яакова-Шимшона Шапиры именно Ницани занял его пост. В дополнение к предыдущим должностям в комиссиях Яаков Ницани стал членом домашней комиссии кнессета и комиссии по образованию и культуре
Яаков Ницани умер в 1962 году в возрасте 61 года, оставив трех детей: Сару, Авраама и Соломона.
Ницани публиковался в изданиях «Давар», «Давар ха-шавуа» и «Шевет ва-ам». Он написал книгу «Пловдив — мать сионизма Болгарии» (ивр. פלובדיב — אם הציונות בבולגריה, Пловдив - эм а-циониут ба-Булгария.‎).